# Nehammer-kormány
A Nehammer-kormány az Osztrák Köztársaság 2021. december 6-tól 2025. január 10-ig hivatalban lévő szövetségi kormánya. 

## Összetétele

### Miniszterek
| Hivatal                                                                          | Kép | Név                    | Párt | Párt                                |
| -------------------------------------------------------------------------------- | --- | ---------------------- | ---- | ----------------------------------- |
| Szövetségi kancellár                                                             |     | Karl Nehammer          |      | ÖVP                                 |
| Alkancellár és közszolgálati, sport-, művészeti és kulturális miniszter          |     | Werner Kogler          |      | Zöldek                              |
| Külügyminiszter                                                                  |     | Alexander Schallenberg |      | ÖVP                                 |
| Munkaügyi miniszter                                                              |     | Martin Kocher          |      | párton kívüli (az ÖVP által jelölt) |
| Oktatási, tudományos és kutatási miniszter                                       |     | Martin Polaschek       |      | párton kívüli (az ÖVP által jelölt) |
| Gazdasági és digitalizációs miniszter                                            |     | Margarete Schramböck   |      | ÖVP                                 |
| Pénzügyminiszter                                                                 |     | Magnus Brunner         |      | ÖVP                                 |
| Belügyminiszter                                                                  |     | Gerhard Karner         |      | ÖVP                                 |
| Igazságügyminiszter                                                              |     | Alma Zadić             |      | Zöldek                              |
| Környezetvédelmi, közlekedési, energiaügyi, technológiai és innovációs miniszter |     | Leonore Gewessler      |      | Zöldek                              |
| Védelmi miniszter                                                                |     | Klaudia Tanner         |      | ÖVP                                 |
| Mezőgazdasági és idegenforgalmi miniszter                                        |     | Elisabeth Köstinger    |      | ÖVP                                 |
| Szociális- és egészségügyi miniszter                                             |     | Wolfgang Mückstein     |      | Zöldek                              |
| Integrációs, családi és ifjúsági és nőügyi miniszter a kancellári hivatalban     |     | Susanne Raab           |      | ÖVP                                 |
| Európaügyi miniszter a kancellári hivatalban                                     |     | Karoline Edtstadler    |      | ÖVP                                 |

### Államtitkárok
| Hivatal                                          | Kép | Név             | Párt | Párt                                  |
| ------------------------------------------------ | --- | --------------- | ---- | ------------------------------------- |
| Fiatalokért és generációkért felelős államtitkár |     | Claudia Plakolm |      | ÖVP                                   |
| Művészetekért és kultúráért felelős államtitkár  |     | Andrea Mayer    |      | párton kívüli (a Zöldek által jelölt) |